# Campeonato Mundial de Halterofilia de 1999
El LXX Campeonato Mundial de Halterofilia se celebró en Atenas (Grecia) entre el 21 y el 28 de noviembre de 1999 bajo la organización de la Federación Internacional de Halterofilia (IWF) y la Federación Helénica de Halterofilia.
En el evento participaron 626 halterófilos (395 hombres y 231 mujeres) de 79 federaciones nacionales afiliadas a la IWF.

## Medallistas

### Masculino
| Evento  | Oro                                  | Plata                                   | Bronce                             |
| ------- | ------------------------------------ | --------------------------------------- | ---------------------------------- |
| 56 kg   | Halil Mutlu Turquía 302,5            | Adrian Jigău · Rumania · 282,5          | Wang Shin-Yuan China Taipéi 280,0  |
| 62 kg   | Le Maosheng China 320,0              | Leonidas Sabanis · Grecia · 315,0       | Sevdalin Minchev Bulgaria 315,0    |
| 69 kg   | Galabin Boevski Bulgaria 357,5       | Yorgos Tzelilis · Grecia · 345,0        | Valerios Leonidis · Grecia · 340,0 |
| 77 kg   | Badr Salem Nayef Catar 370,0         | Víktor Mitru · Grecia · 370,0           | Plamen Zheliazkov Bulgaria 370,0   |
| 85 kg   | Shahin Nasirinia Irán 390,0          | Pyrros Dimas · Grecia · 387,5           | Marc Huster · Alemania · 382,5     |
| 94 kg   | Akakios Kakiasvilis · Grecia · 412,5 | Szymon Kołecki · Polonia · 405,0        | Leonidas Kokkas · Grecia · 402,5   |
| 105 kg  | Denys Hotfrid · Ucrania · 430,0      | Yevgueni Shishliannikov · Rusia · 425,0 | Choi Jong-Keun Corea del Sur 410,0 |
| +105 kg | Andrei Chemerkin · Rusia · 457,5     | Jaber Saeed Salem Catar 455,0           | Hosein Rezazadeh Irán 447,5        |

1. 1 2 3  Arrancada (kg) + dos tiempos (kg) = total olímpico (kg).

### Femenino
| Evento | Oro                              | Plata                                | Bronce                            |
| ------ | -------------------------------- | ------------------------------------ | --------------------------------- |
| 48 kg  | Donka Mincheva Bulgaria 192,5    | Sri Indriyani Indonesia 185,0        | Kaori Niyanagi Japón 185,0        |
| 53 kg  | Li Feng-Ying China Taipéi 215,0  | Winarni Binti Slamet Indonesia 202,5 | Wang Xiufen China 197,5           |
| 58 kg  | Chen Yanqing China 235,0         | Ri Song-Hui Corea del Norte 230,0    | Kuo Ping-Chun China Taipéi 222,5  |
| 63 kg  | Chen Jui-Lien China Taipéi 240,0 | Xiong Meiying China 237,5            | Valentina Popova · Rusia · 232,5  |
| 69 kg  | Sun Tianni China 247,5           | Milena Trendafilova Bulgaria 232,5   | Erzsébet Márkus · Hungría · 232,5 |
| 75 kg  | Xu Jiao China 247,5              | Kim Soon-Hee Corea del Sur 242,5     | Ruth Ogbeifo Nigeria 240,0        |
| +75 kg | Ding Meiyuan China 285,0         | Agata Wróbel · Polonia · 280,0       | Balkisu Musa Nigeria 252,5        |

1. 1 2 3  Arrancada (kg) + dos tiempos (kg) = total olímpico (kg).

## Medallero
| Núm. | País            | Oro | Plata | Bronce | Total |
| ---- | --------------- | --- | ----- | ------ | ----- |
| 1    | China           | 5   | 1     | 1      | 7     |
| 2    | Bulgaria        | 2   | 1     | 2      | 5     |
| 3    | China Taipéi    | 2   | 0     | 2      | 4     |
| 4    | Grecia          | 1   | 4     | 2      | 7     |
| 5    | Rusia           | 1   | 1     | 1      | 3     |
| 6    | Catar           | 1   | 1     | 0      | 2     |
| 7    | Irán            | 1   | 0     | 1      | 2     |
| 8    | Turquía         | 1   | 0     | 0      | 1     |
| 8    | Ucrania         | 1   | 0     | 0      | 1     |
| 10   | Indonesia       | 0   | 2     | 0      | 2     |
| 10   | Polonia         | 0   | 2     | 0      | 2     |
| 12   | Corea del Sur   | 0   | 1     | 1      | 2     |
| 13   | Corea del Norte | 0   | 1     | 0      | 1     |
| 14   | Rumania         | 0   | 1     | 0      | 1     |
| 15   | Nigeria         | 0   | 0     | 2      | 2     |
| 16   | Alemania        | 0   | 0     | 1      | 1     |
| 16   | Hungría         | 0   | 0     | 1      | 1     |
| 16   | Japón           | 0   | 0     | 1      | 1     |
|      | TOTAL           | 15  | 15    | 15     | 45    |